# 響野家是色情遊戲店！
《響野家是色情遊戲店！》是Sonora在2020年11月27日發售的戀愛冒險類型成人遊戲。遊戲的世界觀與過去作品《我的未來是戀愛與課金》、《同班的偶像同學。》相同，部分女主角也在本作登場。

## 故事
響野三姊妹的家原本是經營50年的雜貨店「響野商店」，有天由於店長要退休便決定將店面的處置交給孫女們。三姊妹為了讓店面能繼續經營，響野緣便決定將商店改裝成販售色情遊戲的專賣店「HIBIKINO SHOP」，然而由於人手不足響野紡邀請藏馬蓮來店內打工。

## 角色
藏馬蓮
本作的男主角。五子學園的二年級學生。過去曾是住在響野商店附近的鄰居，與響野姊妹是青梅竹馬。
響野紡（聲優：明羽杏子）
身高：160cm，三圍：80（D）/57/83，生日：4月13日，血型：A型
響野家的次女。蓮的同班同學。HIBIKINO SHOP的經理。
響野緣（聲優：月野きいろ）
身高：144cm，三圍：88（G）/55/78，生日：3月12日，血型：A型
響野家的長女。HIBIKINO SHOP的店長。由於很喜歡色情遊戲，因此提議將商店改裝成色情遊戲專賣店。
響野結衣
身高：156cm，三圍：78（B）/55/73，生日：6月3日，血型：O型
蓮的學妹，響野家的三女。反對緣改裝店面，希望能將店面改回原樣。
速水静乃（聲優：神代岬）
身高：166cm，三圍：82（C）/56/83，生日：11月27日，血型：AB型
蓮的同班同學，擔任風紀委員。
保美葉子（聲優：歩サラ）
身高：165cm，三圍：89（E）/58/82，生日：1月15日，血型：O型
色情遊戲與該周邊商品流通企業「Alton」的新進員工，由於是新人而被調派負責HIBIKINO SHOP。

## 主題曲
片頭曲
作詞、主唱：Duca，作曲、編曲：竹下智博
插入曲「Holy moments!!」
作詞：Duca，作曲：、編曲：，主唱：餅月Himari
片尾曲「union」
作詞、主唱：Duca，作曲、編曲：ANZIE

## 外部連結
- 官方網站 （页面存档备份，存于）（日語）
- 《響野家是色情遊戲店！》在視覺小說數據庫的頁面 （英文）